# Concrete and Gold
| 전문가 평가     | 전문가 평가 |
| 총 점수         | 총 점수     |
| 출처            | 점수        |
| --------------- | ----------- |
| AnyDecentMusic? | 6.6/10      |
| 메타크리틱      | 72/100      |
| 평가 점수       |             |
| 출처            | 점수        |
| AllMusic        | [ 4 ]       |
| The A.V. Club   | B+          |
| The Guardian    | [ 6 ]       |
| The Independent | [ 7 ]       |
| Mojo            | [ 8 ]       |
| NME             | [ 9 ]       |
| Pitchfork       | 6.5/10      |
| Q               | [ 11 ]      |
| Rolling Stone   | [ 12 ]      |
| Uncut           | 7/10        |

《Concrete and Gold》는 2017년 9월 15일, 로즈웰과 RCA 레코드를 통해 발매된 미국의 록 밴드 푸 파이터스의 아홉 번째 스튜디오 음반이다. 이 음반은 그렉 커스틴과 함께 프로듀싱된 밴드의 첫 음반이다. 이 밴드가 "하드 록 익스트림과 팝 감성이 충돌하는" 음반으로 묘사하는 《Concrete and Gold》는 밴드의 프론트맨이자 리드 싱어송라이터인 데이브 그롤의 관점에서 미국의 미래를 걱정하며, 2016년 선거의 뜨거운 분위기와 도널드 트럼프의 대통령직이 그롤의 주요 영향력으로 꼽혔다. 병치사는 음반의 서정적이고 음악적인 구성 모두에서 공통적인 모티브로 작용하며, 그롤은 음반의 전반적인 주제를 "희망과 절망"이라고 더욱 묘사한다.
2016년 말, Sonic Highways World Tour에서 부상을 입은 후 회복하는 동안 그롤이 스스로 부과한 6개월간의 음악 공백기를 끝낸 후, 《Concrete and Gold》의 작사 및 녹음은 시작되었다. 그롤이 구상한 노래에 대한 12~13가지 아이디어를 짜내면서, 밴드는 이전에 헤비 록 음반을 작업한 적이 없었던 팝 음악 프로듀서 커스틴의 도움을 받았다. 밴드가 《Concrete and Gold》를 녹음하기로 선택한 스튜디오는 당시 보이즈 투 멘의 숀 스톡맨, 저스틴 팀버레이크, 폴 매카트니 등 스튜디오에서 작업하고 있던 다양한 아티스트들과의 협업을 키웠다. 이 음반은 푸 파이터스의 첫 스튜디오 음반으로 오랜 세션과 투어 키보디스트 라미 제피가 상설 멤버로 참여했다.
《Concrete and Gold》는 음악 평론가들로부터 긍정적인 평가를 받았는데, 그들은 음악적으로나 가사적으로나 이 음반의 더 광범위한 느낌을 칭찬했다. 밴드의 이전 음반과 음악적 편차가 부족하다는 인식에 대해 온건한 비판을 가했다. 이 음반은 빌보드 200에서 1위로 데뷔한 두 번째 음반이 되었고, 미국에서 첫 주에 12만 7천 장의 음반을 판매했다. 이 음반은 또한 영국 음반 차트와 호주 ARIA 차트와 같은 12개의 다른 국가 음반 차트에서 1위로 데뷔했다. 이 음반의 싱글들도 성공을 거두었고, 〈Run〉과 〈The Sky Is a Neighborhood〉는 모두 《빌보드》 메인스트림 록 트랙 차트에서 1위를 차지했다. 이 음반을 홍보하기 위한 이름난 헤드라이닝 투어는 2017년 하반기까지 진행되었다.

## 배경
이 밴드의 아홉 번째 스튜디오 음반에 대한 초기 아이디어는 캘리포니아주의 할리우드 볼 원형극장에 스튜디오를 만들고 2만 명의 관중 앞에서 음반을 라이브로 녹음하는 것을 포함했다. 그러나 프런트맨 데이브 그롤은 PJ 하비가 2015년 음반 《The Hope Six Demolition Project》의 녹음 세션에서 이미 이 아이디어가 최근에 이루어졌다는 것을 알고 흥미를 잃었다. 2015년 6월 스웨덴에서 열린 콘서트에서 그롤이 무대에서 떨어져 다리가 부러지는 바람에 밴드가 이전 스튜디오 음반인 《Sonic Highways》를 응원하기 위해 투어를 하면서 계획은 더욱 바뀌었다. 그롤과 밴드는 무대 위에 편안하게 앉을 수 있는 큰 의자인 스스로 디자인한 "왕좌"를 사용하여 투어를 완료하고 《Saint Cecilia》 EP와 노래를 녹음했다.
투어가 끝난 후, 2016년 초, 밴드는 무기한 휴식에 들어갈 것이라고 발표했다. 2017년, 그롤은 《롤링 스톤》에게 자신이 여전히 부상에 시달리고 있으며, 여전히 걸을 수 없으며 매일매일 긴 물리치료를 견뎌내고 있다고 말했다. 그는 밴드를 멀리했고, 회복에 집중하는 동안 1년 내내 음악을 멀리하겠다는 목표를 세웠다. 그러나, 그날로부터 6개월 후, 그는 트랙 〈Run〉에 가사를 쓰기 시작하면서 계획을 취소했다.

## 구성
이 밴드는 이 음반의 사운드를 "하드 록 익스트림과 팝 감성이 충돌하는 곳"으로 묘사하면서 개념적으로 "모터헤드의 《Sgt. Pepper's Lonely Hearts Club Band》 버전" 또는 "《Pet Sounds》를 만드는 슬레이어"에 비유했다. 이 음반의 사운드는 무거운 기타 리프들과 "루시 하모닉 콤플렉스"를 결합한 것으로 설명되었다. 테일러 호킨스는 이전 음반에서 "좋은 로큰롤 음반을 만들자"는 사고방식과 달리, 《Concrete and Gold》는 "이상한 음반"이라고 덧붙였다. 그롤은 보이즈 투 멘의 숀 스톡맨의 보컬을 특징으로 하는 타이틀곡을 "블랙 사바스와 핑크 플로이드"처럼 들렸고, 스톡맨의 보컬 테이크로 "합창단"을 지었고, "40개의 보컬을 쌓아놓은 것 같다"고 설명했다. 호킨스는 이 음반을 "가장 사이키델릭한" "가장 이상한" 사운드로 묘사했다. 작곡가들은 이 음반의 전반적인 사운드를 하드 록과 프로그레시브 록으로 묘사했다.

## 상업적 성과
이 음반은 빌보드 200에서 12만 7천 장의 음반 판매량으로 1위로 데뷔했으며, 이 중 12만 장이 디지털 및 물리적 음반 판매량이었다. 이 음반은 《Wasting Light》에 이어 푸 파이터스의 두 번째 미국 1위 음반이다. 《Concrete and Gold》는 또한 영국 음반 차트에서 6만 1천 장의 음반과 동등한 음반을 보유하고 있는 푸 파이터스의 네 번째 1위 음반이 되었고, 호주의 ARIA 차트에서는 일곱 번째 음반이 되었고, 곧 35,000장의 음반에 골드 인증을 받았다.

## 곡 목록
모든 곡들은 데이브 그롤, 테일러 호킨스, 라미 재피, 네이트 멘델, 크리스 시프렛 그리고 팻 스미어에 의해 작사/작곡하였다.
| #   | 제목                             | 재생 시간 |
| --- | -------------------------------- | --------- |
| 1.  | 〈T-Shirt〉                      | 1:22      |
| 2.  | 〈Run〉                          | 5:23      |
| 3.  | 〈Make It Right〉                | 4:39      |
| 4.  | 〈The Sky Is a Neighborhood〉    | 4:04      |
| 5.  | 〈La Dee Da〉                    | 4:02      |
| 6.  | 〈Dirty Water〉                  | 5:20      |
| 7.  | 〈Arrows〉                       | 4:26      |
| 8.  | 〈Happy Ever After (Zero Hour)〉 | 3:41      |
| 9.  | 〈Sunday Rain〉                  | 6:11      |
| 10. | 〈The Line〉                     | 3:38      |
| 11. | 〈Concrete and Gold〉            | 5:31      |

## 인증
| 국가                                                            | 인증     | 판매량/출하량 |
| --------------------------------------------------------------- | -------- | ------------- |
| 오스트레일리아 (ARIA)                                           | 플래티넘 | 70,000^       |
| 캐나다 (뮤직 캐나다)                                            | 골드     | 50,000        |
| 이탈리아 (FIMI)                                                 | 골드     | 25,000*       |
| 뉴질랜드 (RMNZ)                                                 | 골드     | 7,500^        |
| 폴란드 (ZPAV)                                                   | 골드     | 10,000        |
| 스위스 (IFPI 스위스)                                            | 골드     | 10,000        |
| 영국 (BPI)                                                      | 골드     | 100,000       |
| ^출하량을 기반으로 한 인증 · 판매량+스트리밍을 기반으로 한 인증 |          |               |